# لينو كاستن
لينو كاستن (بالألمانية: Lino Kasten)‏ هو لاعب كرة قدم ألماني، ولد في 17 يناير 2001 في برلين في ألمانيا.

## وصلات خارجية
- لينو كاستن على موقع الاتحاد الأوربي (الإنجليزية)
- لينو كاستن على موقع قاعدة بيانات كرة القدم.إي يو (الإنجليزية)
- لينو كاستن على موقع بيانات كرة القدم. دي إي (الألمانية)
- لينو كاستن على موقع Soccerbase.com (لاعب) (الإنجليزية)
- لينو كاستن على موقع Soccerway.com (الإنجليزية)
- لينو كاستن على موقع عالم كرة القدم.نت (الإنجليزية)